# Bekkina Kalmatha, Shimoga
Bekkina Kalmatha là một làng thuộc tehsil Shimoga, huyện Shimoga, bang Karnataka, Ấn Độ.